# Рижулинці
Рижу́линці — село в Україні,  у Розсошанській сільській громаді Хмельницького району Хмельницької області. Населення становить 283 осіб. Орган місцевого самоврядування — Розсошанська сільська рада. У XIX столітті на річці Самець був курган . На наявність кургану вказується й у карті «Археологическая карта Подольской губернии» Ю. Й. Сіцінського. Список землевласників Проскурівського повіту на 1914 рік — Ральям Зінаїда Дмитрівна — 103 дес., с. Режулинцы, Малиничской вол..

## Відомі люди
В селі народився Петро Іванович Шевчук — заступник Голови Верховного Суду України, суддя вищого кваліфікаційного класу, заслужений юрист України.

## Галерея

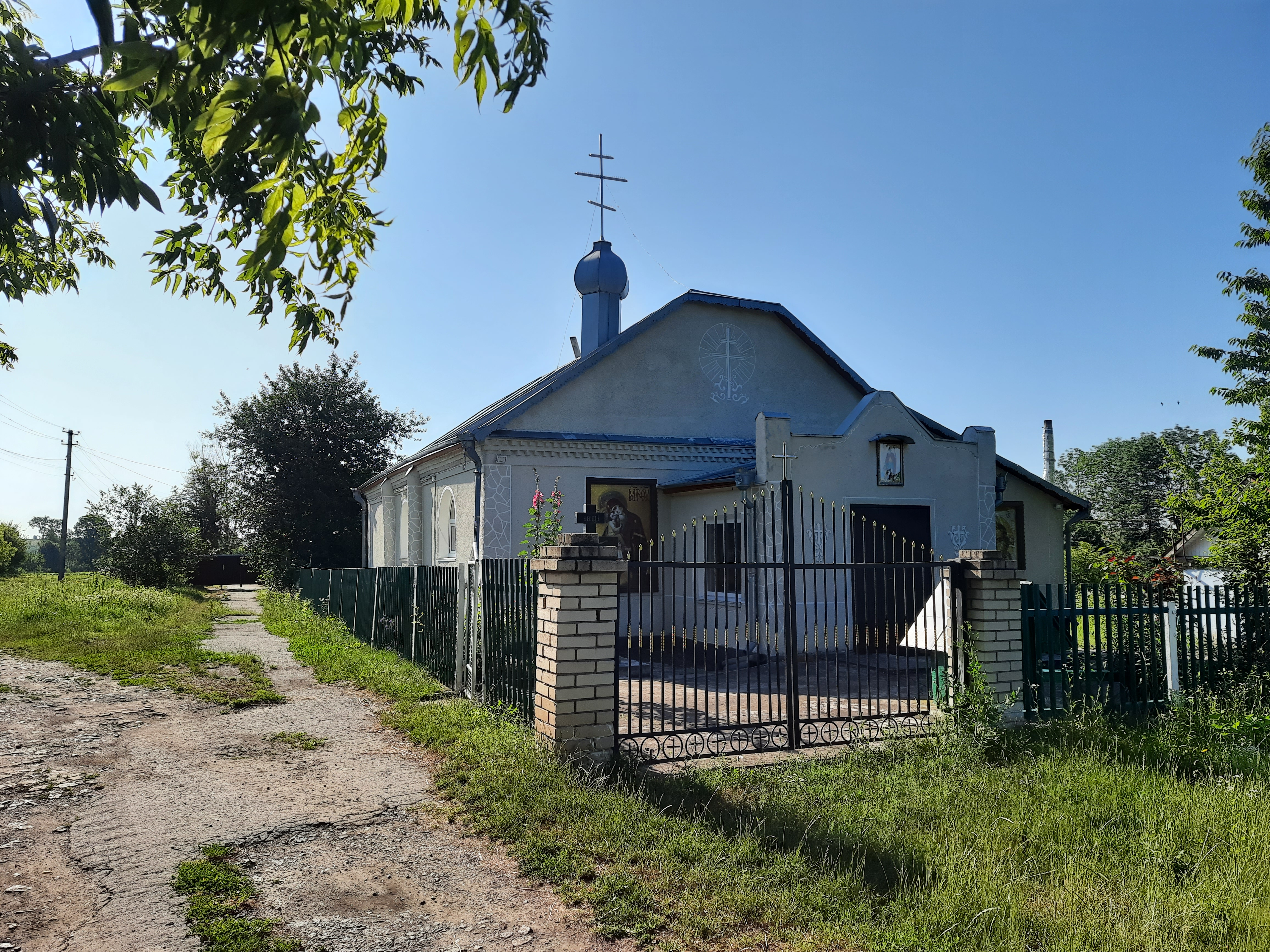
Сільська церква
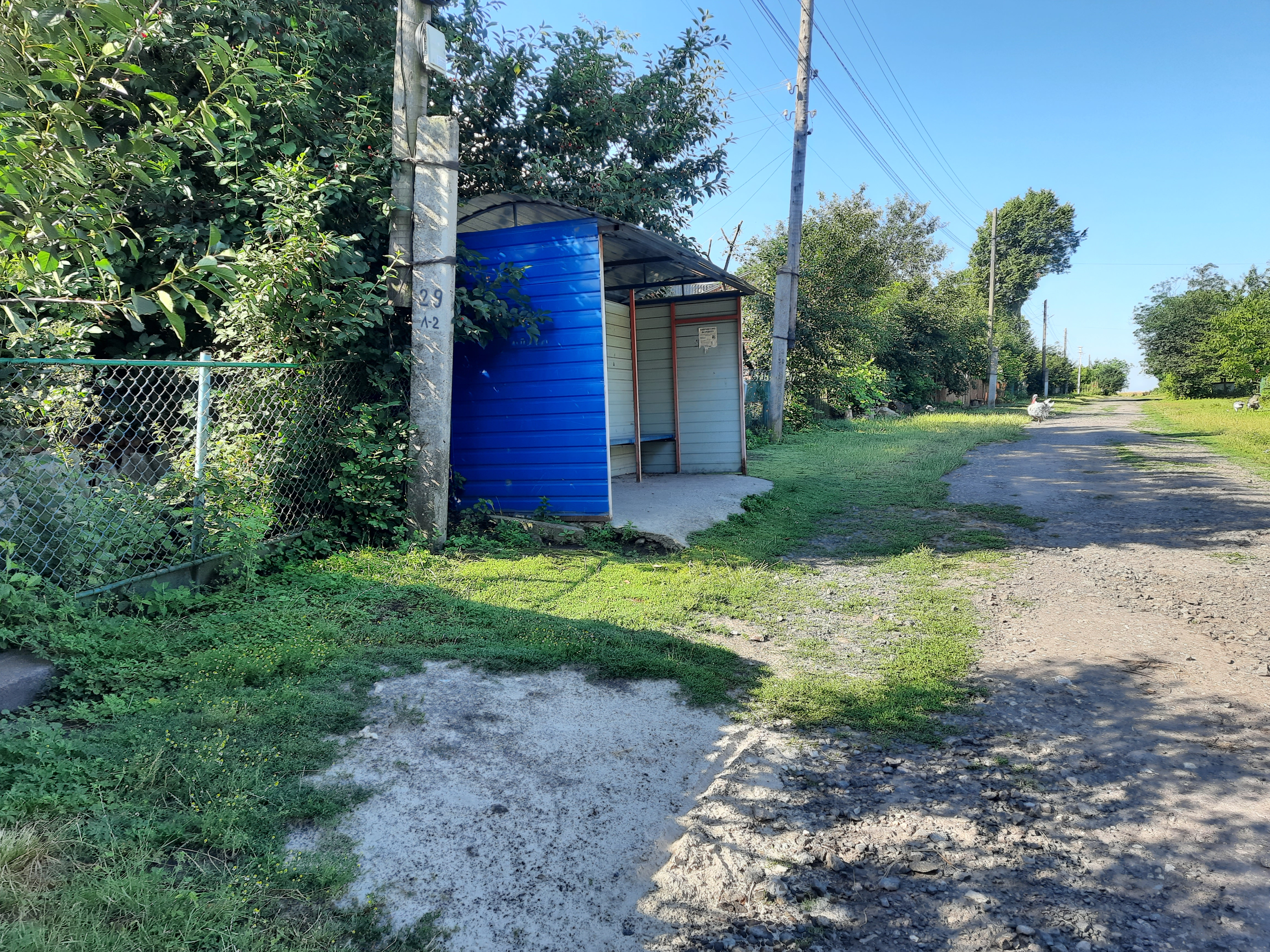
Автобусна зупинка
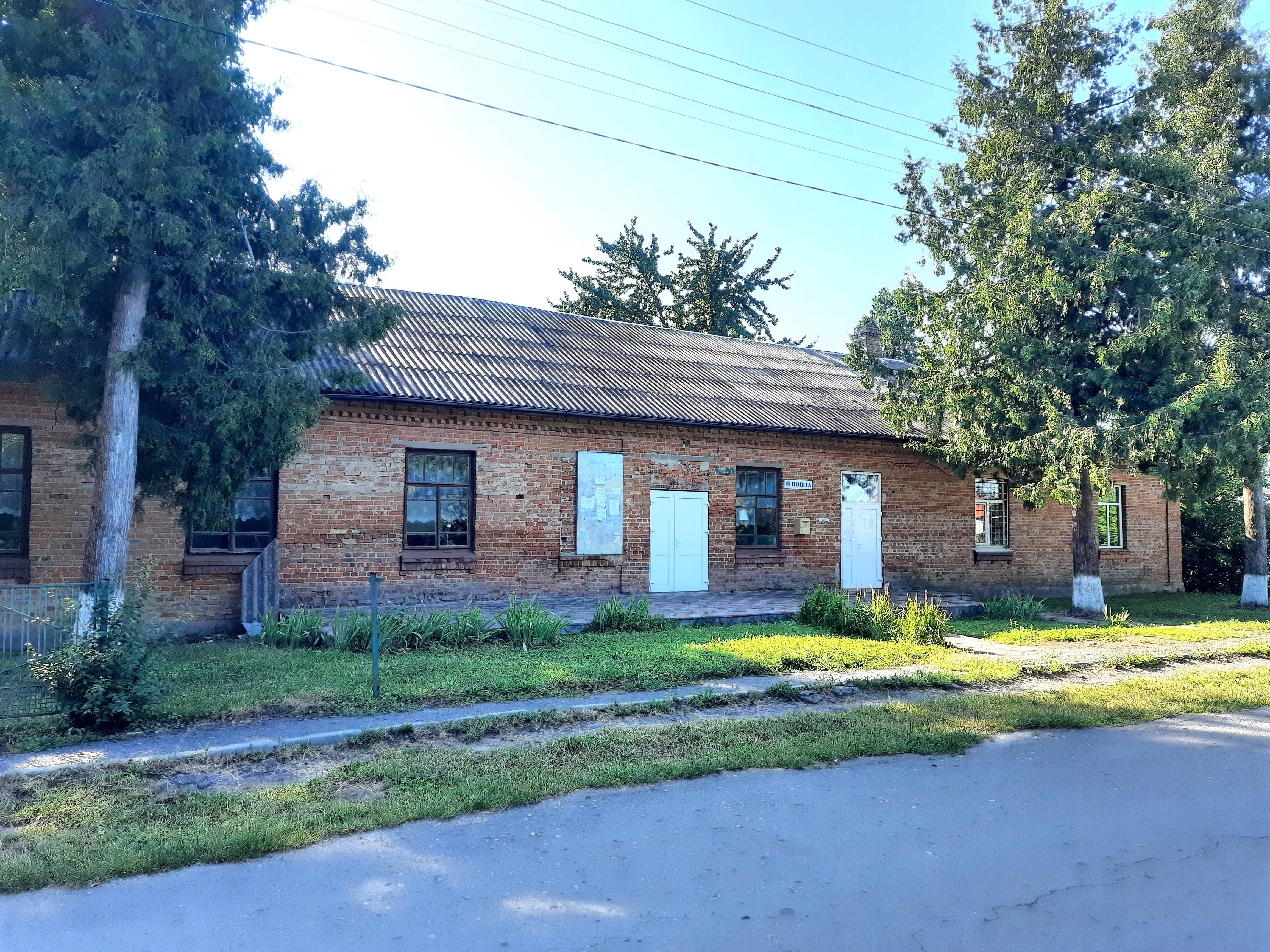
Поштове відділення
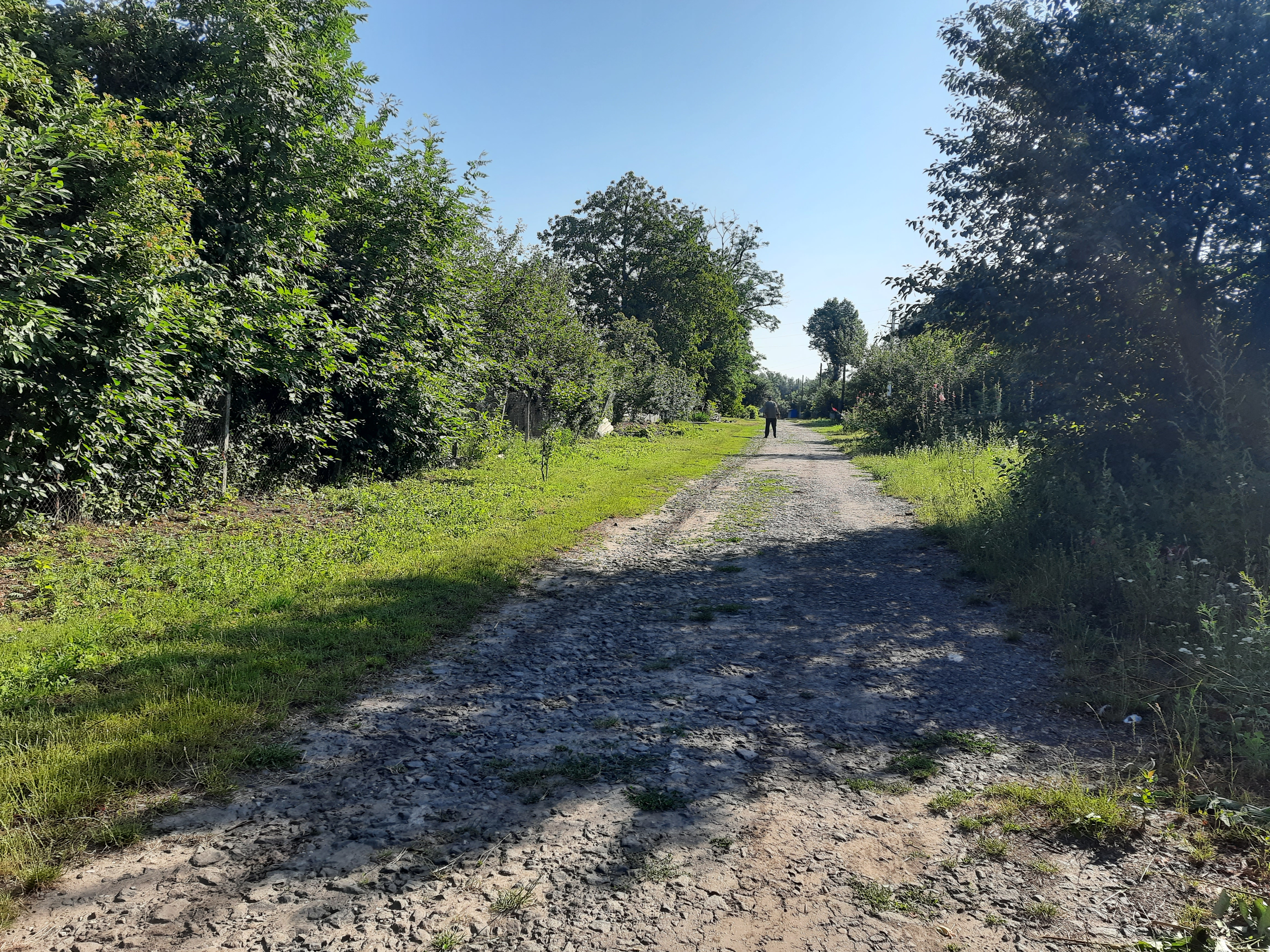
Околиця села
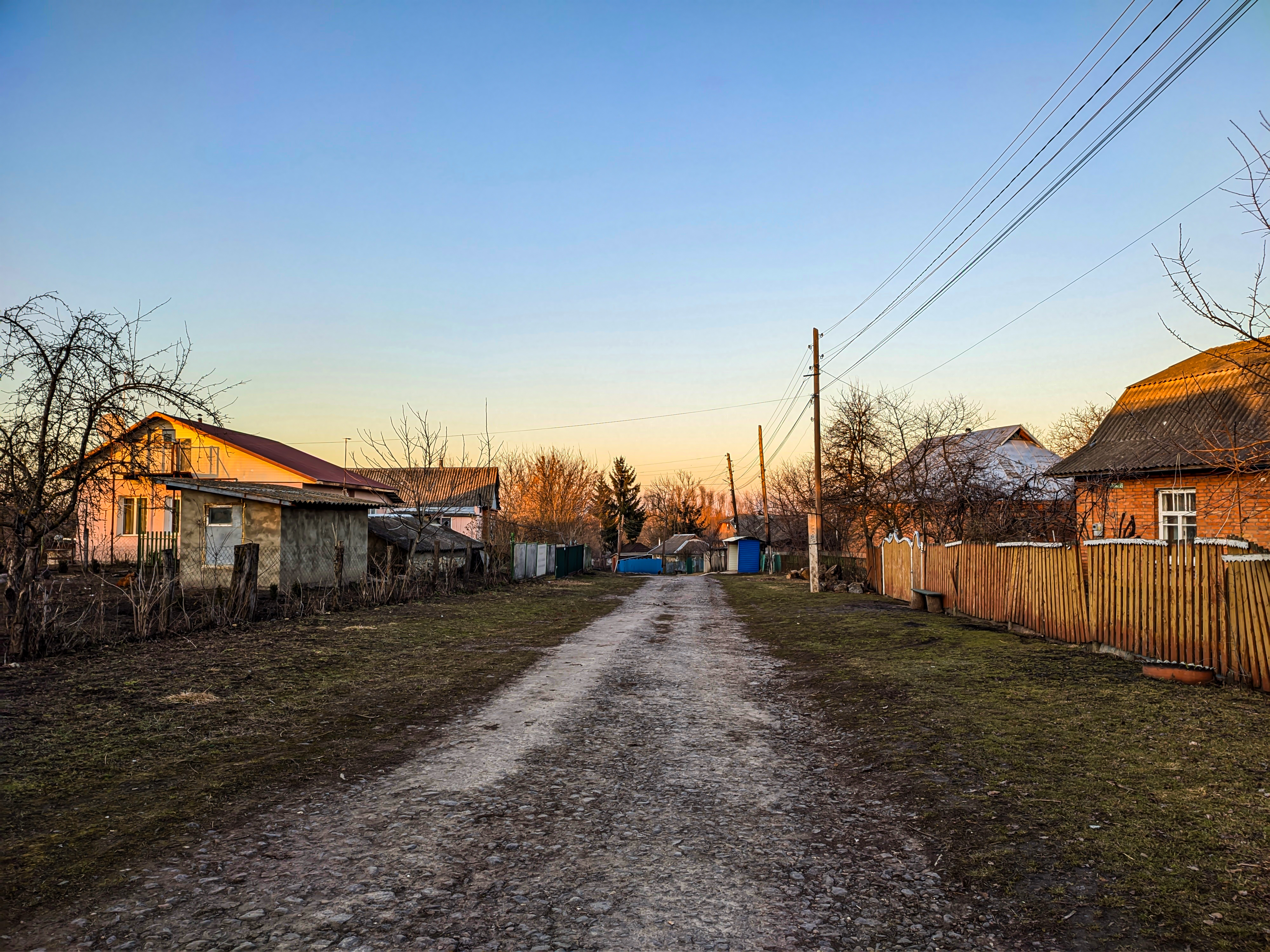
Вулиця Лесі Українки
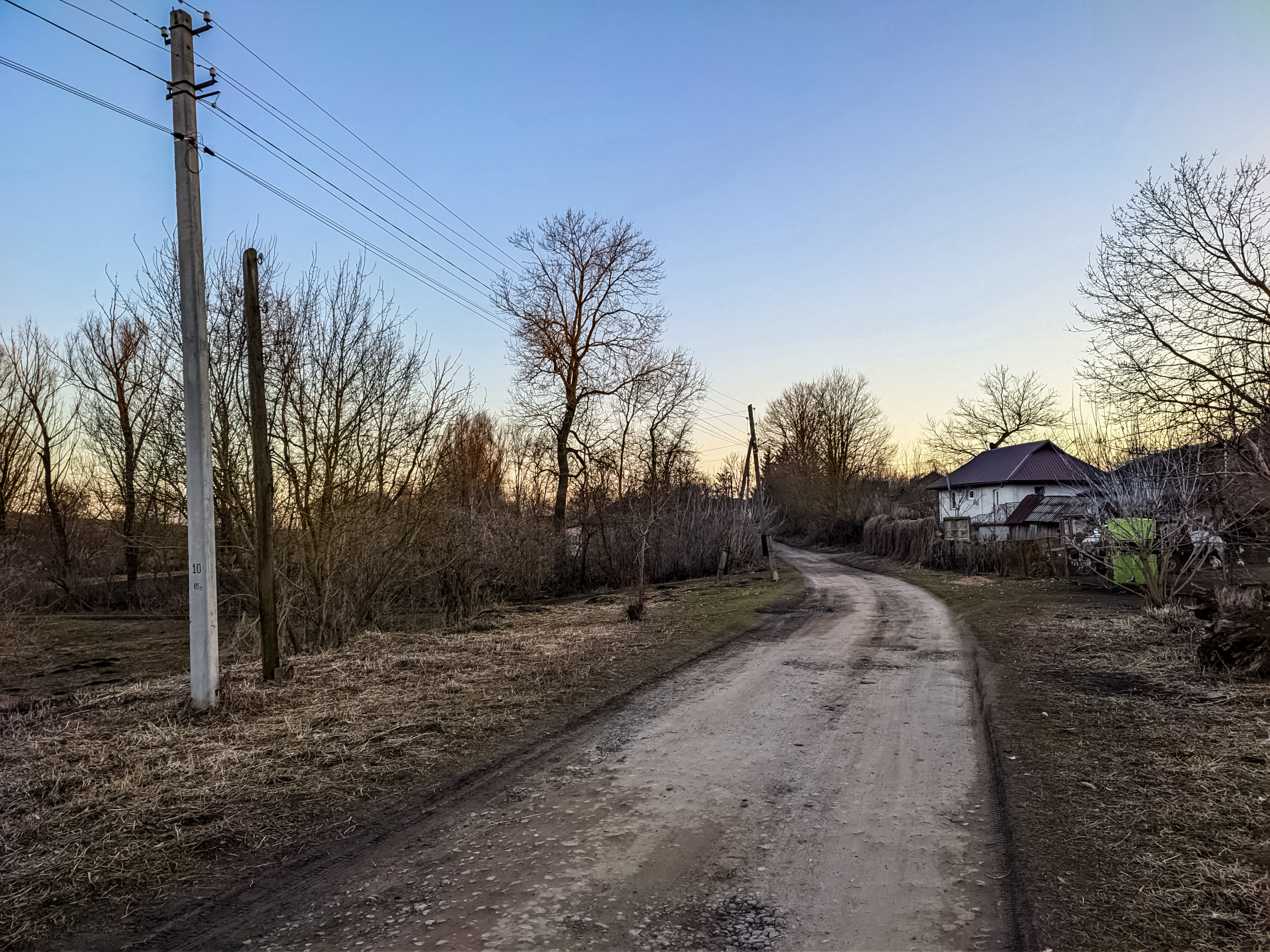
Вулиця Лесі Українки
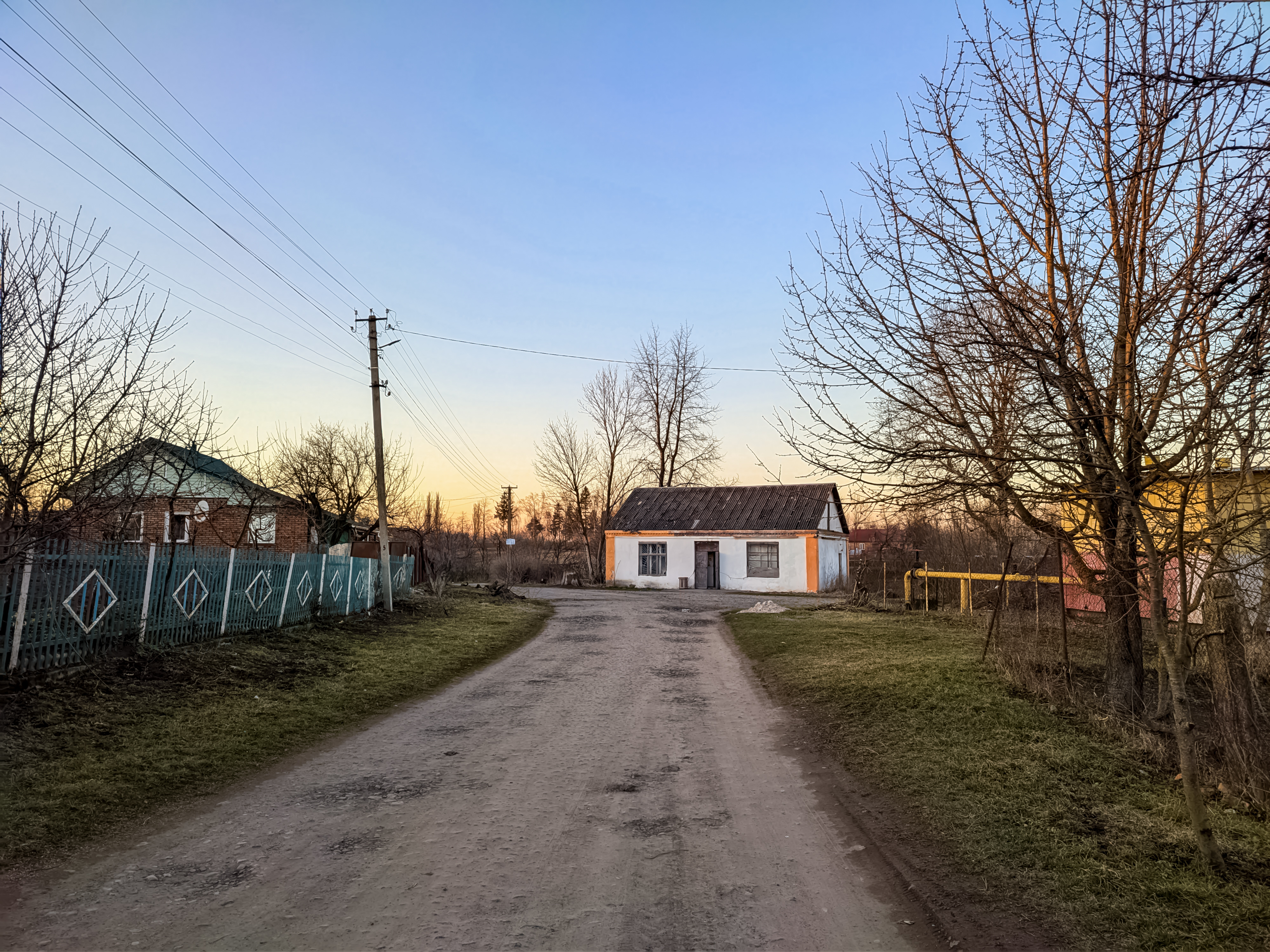
Магазин в центрі села
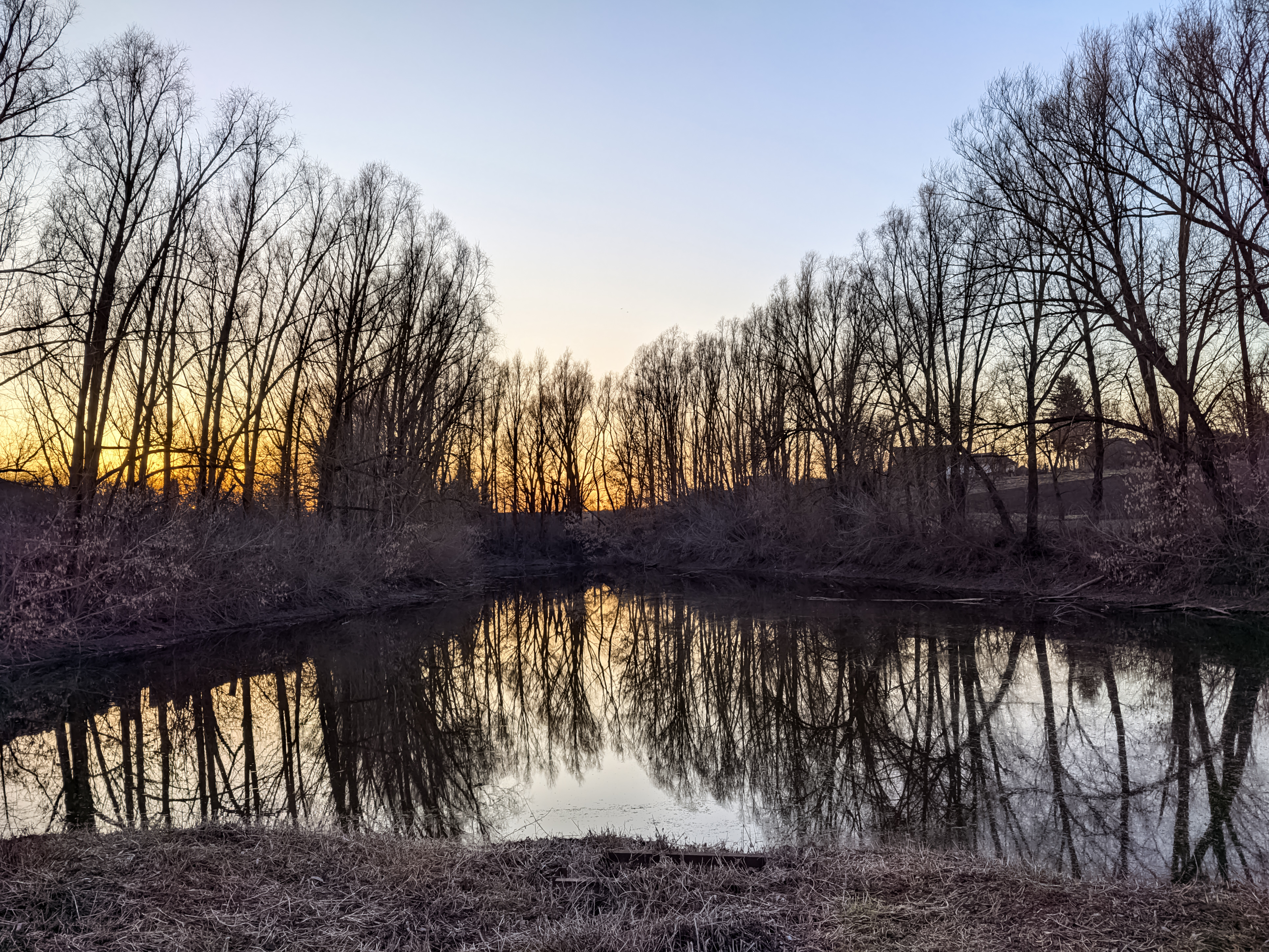
Невеликий ставок в центрі села
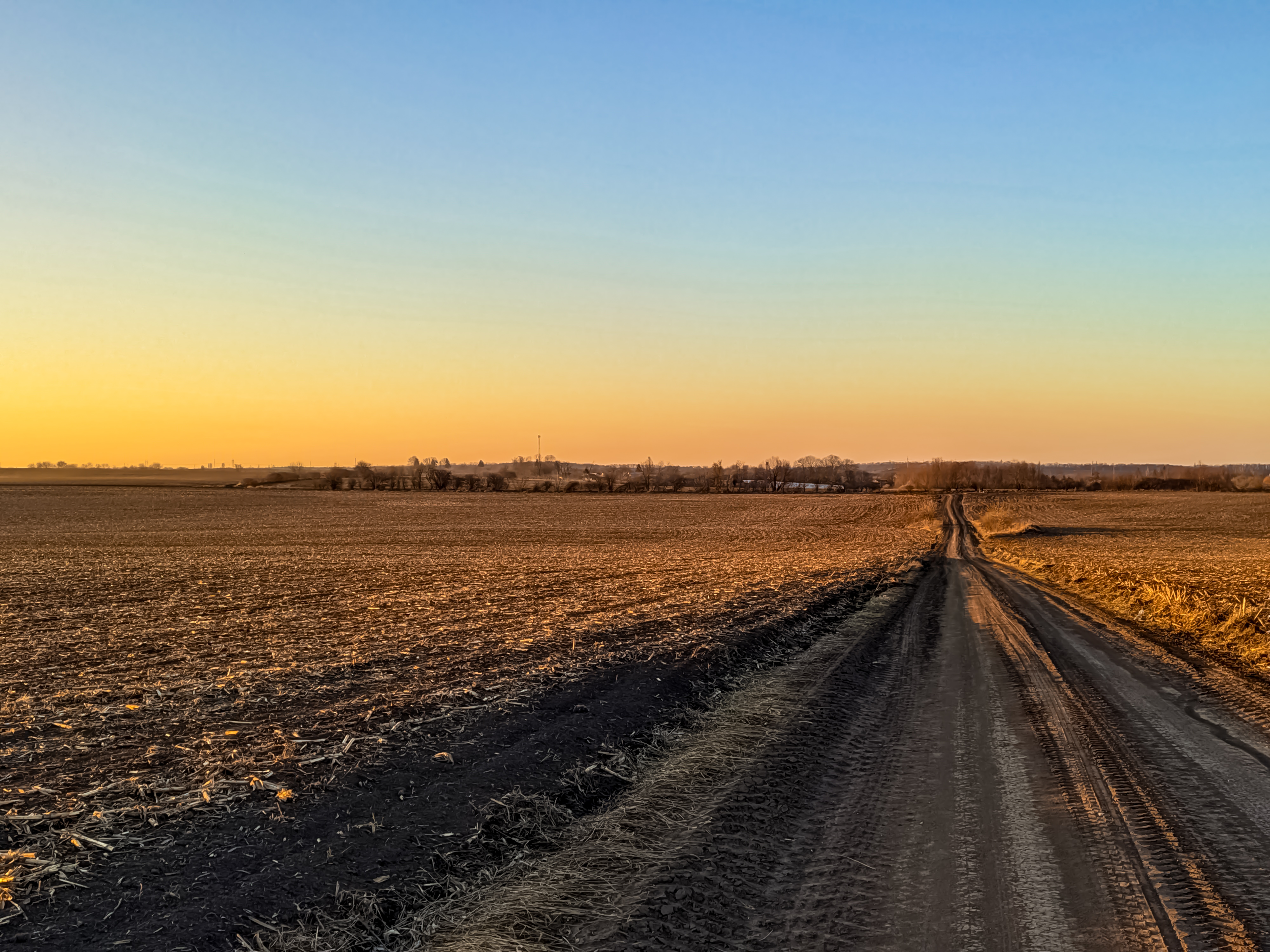
Околиці села навесні
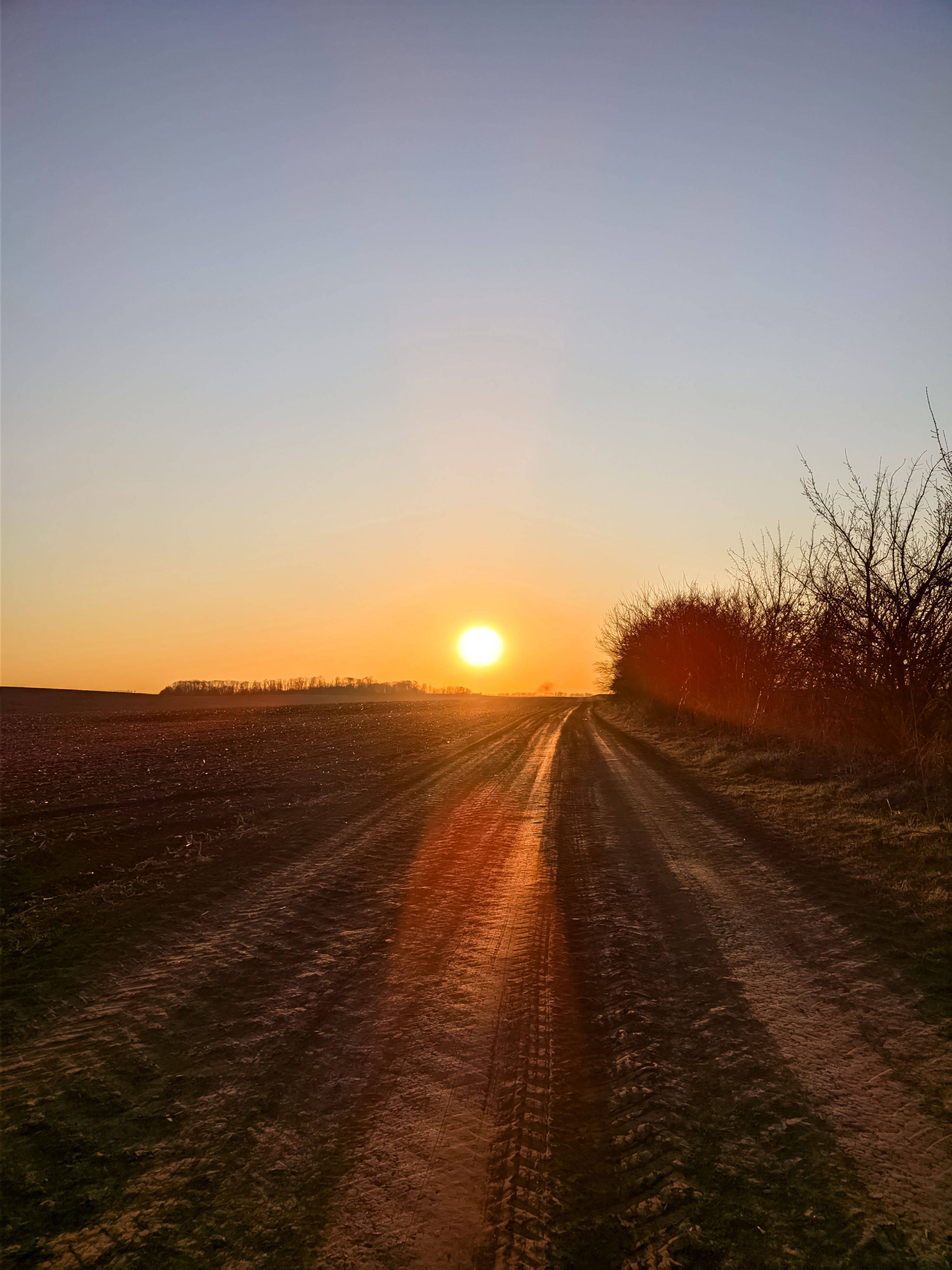
Околиці села в березні